# جیمی دایلیون
جیمی دایلیون (انگلیسی: James Dillion؛ ۲ مه ۱۹۲۹ – September 16, 2010 (aged 81)) ورزشکار دو و میدانی اهل ایالات متحده آمریکا بود.
وی در مسابقات کشوری و بین‌المللی در مجموع برندهٔ ۱ مدال برنز شده‌است.